# Vignon (affluent de la Tourmente)
Pour les articles homonymes, voir Vignon.
Le Vignon est un cours d'eau français qui prend sa source à l'œil de la Doue, dans le département du Lot, en région Occitanie. C'est un affluent en rive droite de la Tourmente, elle-même affluent en rive droite de la Dordogne.

## Géographie
De 8,2 km de longueur, le Vignon prend sa source à l'œil de la Doue. L'œil de la Doue est une exsurgence de forme lenticulaire au pied d'une falaise calcaire abrupte d'une trentaine de mètres de hauteur. Il existe en arrière de l'œil une rivière souterraine coulant à l'intérieur d'une vaste galerie. L'été, le débit de l'œil s'interrompt et il n'est pas rare qu'après une période de sécheresse une visite devienne possible après que le siphon d'entrée se soit désamorcé. La galerie est alors praticable sur environ 400m, jusqu'à un second siphon qui lui ne désamorce jamais.
En été, le cours supérieur du Vignon, qui va de l'œil jusqu'au moulin de Murel, est généralement asséché. Le cours est ensuite réalimenté par une série de sources immergées existant dans la retenue du moulin de Murel. De nombreuses sources immergées existent aussi en aval, ce qui explique la permanence du Vignon à l'exception de son cours supérieur.

## Communes et cantons traversés
Le Vignon traverse ou longe cinq communes : Martel (source), Le Vignon-en-Quercy, Strenquels et Condat (confluence).
L'intégralité du cours du Vignon se situe dans le canton de Martel, arrondissement de Gourdon.

## Affluents
Le Vignon a deux affluents référencés :
- Le ruisseau de Rionet, 5,63 km, prenant sa source à Cressensac-Sarrazac, traversant la commune du Vignon-en-Quercy et rejoignant le Vignon en rive gauche aux confins du Vignon-en-Quercy et de Strenquels.
- Un bras dérivé rive gauche aux confins de Strenquels et du Vignon-en-Quercy, cheminant sur cette dernière commune pendant 1,3 km avant d'y rejoindre le lit principal. Il s'agit du canal d'amenée vers le moulin de Beyssagou puis celui de Beyssac, donc d'un ouvrage anthropique prélevant l'eau du Vignon pour l'y restituer après turbinage et non d'un réel affluent.

En réalité il existe aussi : 
- Le ruisseau du lavoir de Ripane, rejoignant le Vignon en rive droite entre le moulin de Paunac et Friat.
- En rive droite le ruisseau de la Tulle, rarement tari, descendu du bois de l'Enfante entre Ripane et la Roquette, venant au Vignon rive droite au pont de la Borgne.
- Le ruisseau canalisé[3], venant de la combe de Mauriole par le Touron, souvent sec, gagnant rive gauche le bief de Beyssagou.
- Le ruisseau venant de la combe Sangui entre le bourg de Strenquels et le Carlat, venant au Vignon rive droite aux Pradels, entre la Vergne et le pont de Beyssac.

## Hydrologie
Les reliefs modestes entourant le Vignon ne doivent pas tromper quant à son caractère : Il peut s'avérer tumultueux avec les pluies de printemps et d'automne, ou gonflé des pluies d'orages collectées par les combes qui l'alimentent.
À l'étiage, le débit peut s'avérer critique, sans pour autant s'annuler.
Comme tous les cours d'eau d'origine karstique, le Vignon est soumis à une circulation rapide de l'eau et ne bénéficie quasiment pas d'aquifères filtrants. Il est donc très vulnérable à la pollution.

## Environnement

### Situation actuelle
En raison des spécificités énoncées au paragraphe précédent, l'écosystème constitué autour du Vignon s'avère particulièrement sensible. Les multiples pollutions nées dans le bassin versant lui sont donc immédiatement imputées. Elles sont essentiellement d'origine agricole : De nombreux élevages hors sol de porcs, chèvres et volailles sont présents alentour et forts pourvoyeurs de lisiers. Ces effluents non minéralisés, saturés en azote ammoniacal et organique, sont épandus en excès sur les prairies de la plaine du Vignon. Il en résulte une pollution de l'eau, notamment par les nitrates et les pathogènes d'origine fécale. Les résidus d'herbicides utilisés notamment pour le désherbage des noyeraies, comme ceux des pesticides appliqués sur cultures annuelles, les engrais de synthèse épandus en excès sur les prairies, sont autant d'autres polluants majeurs drainés par le Vignon.
Les pollutions d'origine industrielle ne sont pas absentes : Il existe dans le bassin versant une énorme décharge (2 hA), aujourd'hui fermée mais ayant collecté pendant plus de vingt ans les ordures ménagères de deux cantons. Le lixiviat issu de ces déchets est malheureusement capté par le Vignon, tout comme celui issu d'autres décharges sauvages situées en aval.
L'effondrement de la biodiversité dans la vallée du Vignon trouve ici sa cause principale. Il serait souhaitable que les pratiques des professionnels du bassin puissent évoluer dans le sens d'un moindre impact, comme c'est déjà le cas pour certains d'entre eux :
- Respect des zones non traitées (ZNT) aux abords de la rivière.
- Abandon du désherbage chimique au profit d'un enherbement permanent contrôlé, notamment dans les noyeraies.
- Adoption du semis direct sous couvert.
- Gestion raisonnable des fertilisations (Restriction aux stricts besoins des plantes, application hors période pluvieuse).
- Restauration des haies champêtres pour le développement des auxiliaires et réduction drastique du recours aux pesticides.
- Exploitation des déchets végétaux (BRF, compostage) au détriment de l'emploi des engrais de synthèse.
- Démantèlement des décharges.

### Le projet "Voie d'Avenir - T3"
Un projet de route à grand gabarit appelé "voie d'avenir" emprunte le tracé de la départementale 96 qui longe en surplomb le cours supérieur du Vignon. Décidé par le conseil départemental du Lot alors qu'il est "rejeté par la majorité de la population locale" comme en témoigne le rapport d'enquête publique, ce projet menace par ses nombreux impacts environnementaux l'équilibre écologique fragile de la vallée du Vignon. Le Tribunal Administratif de Toulouse, statuant en première instance, a annulé le 30 mars 2018 la déclaration d'utilité publique délivrée par le préfet du Lot. Malgré l'arrêt accablant du Tribunal Administratif et le rejet du projet par la population, le conseil départemental du Lot, soutenu par le préfet et par une association Corrézienne, Turenne Environnement, visiblement bien plus prompte à protéger des intérêts individuels que l'environnement, ont interjeté appel de l'annulation de ce projet. La cour administrative d'appel de Bordeaux les a débouté en décembre 2019, confirmant la décision du tribunal administratif de Toulouse annulant la déclaration d'utilité publique prise par le préfet. Il semble pourtant, à la lecture des déclarations du vice-président du conseil départemental du Lot que le rejet du projet par la population tel que consigné dans le rapport d'enquête publique ainsi que deux décisions de justice motivées ne suffisent à freiner sa volonté féroce de bétonner en force.

## Les moulins

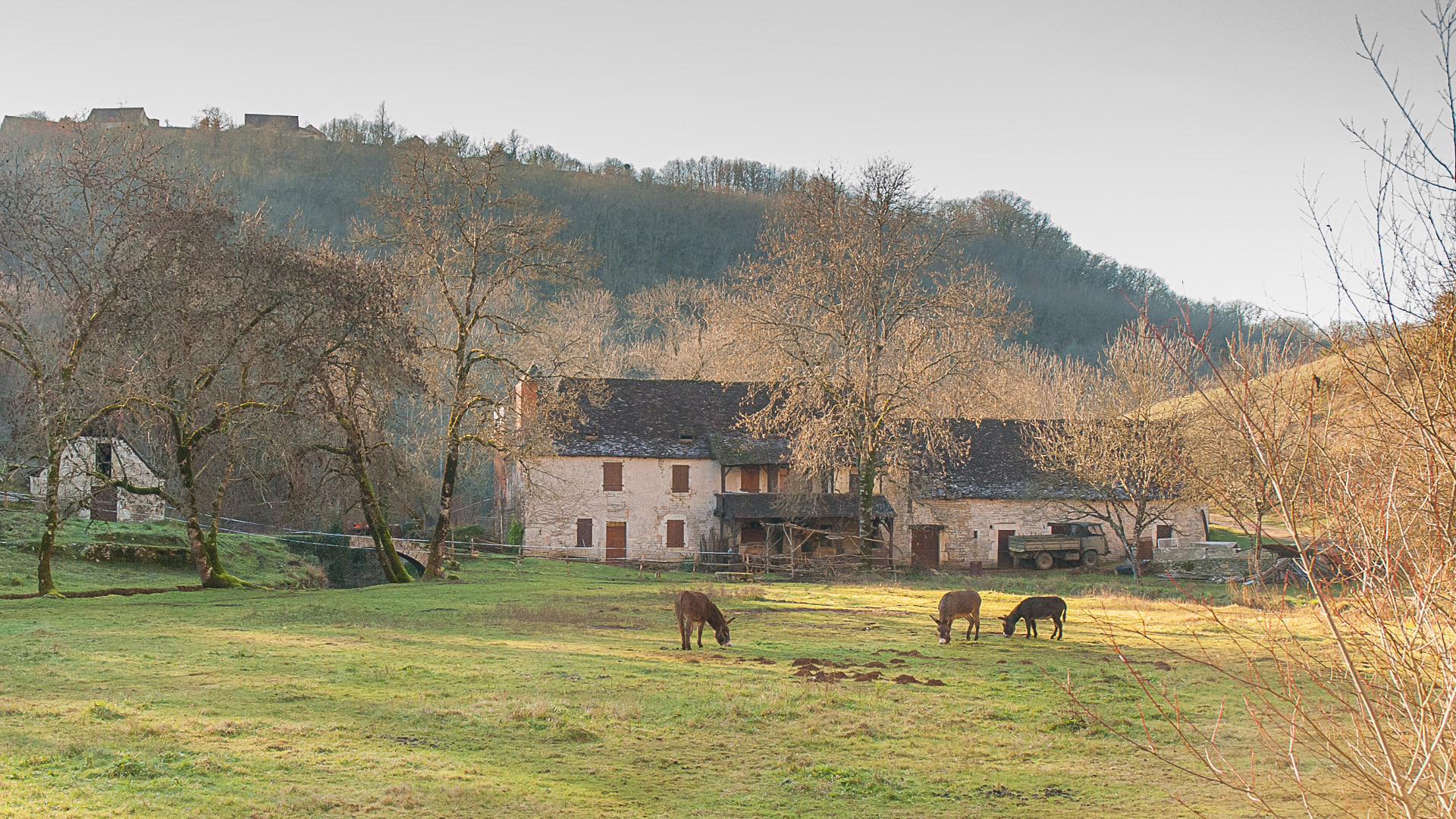
Le moulin de Murel

L'histoire du Vignon est indissociable de celle des moulins à eau que l'homme y a édifié dès le moyen âge. On en dénombre douze sur un cours de  8,2 km, soit un tous les 700 m en moyenne. Ils ont aujourd'hui tous cessé leur activité. Depuis la source vers le confluent, on rencontre :
- le moulin de Murel[8]
- le moulin grand du Pic[9]
- le moulin bas du Pic[9]
- le moulin de Lascoux (en ruines)[10]
- le moulin de Paunac[11]
- le moulin de la chambre de Friat[12]
- le moulin grand de Friat[12]
- le petit moulin de Friat[12]
- le moulin de la Tulle[13]
- le moulin de la Borgne[13]
- le moulin de Beyssagou[14]
- le moulin de Beyssac[15]

A noter que le moulin de la Tulle serait purement et simplement détruit si le projet dit "voie d'avenir" tracé T3 était finalement concrétisé